# Penelope Boothbyová
Penelope Boothbyová (nepřechýleně Penelope Boothby; 11. dubna 1785 – 13. března 1791) byla dívka, která se stala jednou z nejslavnějších dětských postav v britském umění. Její obraz inspiroval obrazy Joshua Reynoldse, Henry Fuseliho, Johna Everetta Millaise, plastiku Thomase Bankse, fotografie Lewise Carrolla nebo sonet sira Brooka Boothbyho. Podle historiků umění 19.-20. století se Penelope Boothbyová stala klasickým dítětem romantické éry, strážcem nebeské nevinnosti, symbolem „toho, co jsme ztratili a toho, co se ztratit bojíme“. Obraz Penelope aktivně využívala populární kultura po celé 20. století.

## Penelope Boothbyová na fotografiích Lewise Carrolla
Spisovatel a amatérský fotograf Lewis Carroll údajně spatřil originální Reynoldsův obraz v muzeu Ashmole v Oxfordu, podle jiné verze se nechal inspirovat mezzotinem tohoto obrazu od Samuela Cousinse.
V dobách Lewise Carrolla byly módní obrázky dívek oblečených jako Penelope Boothbyová z Reynoldsova portrétu. Carroll vytvořil kostýmovanou fotografii, kde je modelka výrazně starší než její prototyp. jsou známy nejméně dvě fotografie jeho milované modelky Alexandry Kitchin na snímcích vytvořených v letech 1875–1876. U třetího snímku v této sérii leží „Axie Kitchin částečně v šatech Penelope Boothbyové na lehátku s japonským deštníkem“ (Xie Kitchin částečně v šatech „Penelope Boothbyové“, na zahradní židli, s japonským slunečníkem ), které se od ostatních výrazně liší a neodpovídají této sérii. Umělec přinesl do svého ateliéru proutěné lehátko a orientální deštník, dívka leží na lehátku s otevřeným deštníkem nad hlavou. Tento obraz, zejména díky původní kompozici, v kombinaci s tajemným pohledem dívky se stal jedním z nejvýznamnějších portrétů viktoriánské éry. Velikost fotografie je 12,7x15,5 centimetru. Identifikační číslo – 964: 0001: 0044. Fotografie byla pořízena v Carrollově studiu v Kristově katedrále v Oxfordu. Všechny tři fotografie jsou aktuálně ve sbírce centra Harryho Ransoma na Texaské univerzitě v Austinu. Technika všech tří fotografií je mokrý kolodiový proces na albuminovém fotografickém papíru.
Alexandra Rhoda Kitchin (přezdívaná „Xie“ [Iksi], 1864–1925) byla takzvaná dětská přítelkyně spisovatele Lewise Carrolla. Od roku 1868 byla Carrollovou múzou a modelkou. Carroll ji fotografoval častěji než kterýkoli z jeho ostatních modelů, někdy měla na sobě exotický kostým. Například na fotografii Svatý Jiří a drak hraje princeznu, oblečenou v bílé noční košili, na hlavě má papírovou korunu. Alexandra Kitchin byla dcerou reverenda George Kitchina (1827–1912), který byl kolegou Carrolla v Kristově katedrále v Oxfordu, později děkanem katedrály ve Winchesteru a později v Durhamu. Její kmotrou je Alexandra Dánská, budoucí manželka krále Velké Británie a Irska, která byla přítelkyní její matky z dětství. V roce 1890 se Alexandra provdala za Arthura Cardewa, úředníka a amatérského hudebníka. Měli šest dětí. Na rozdíl od některých Carrollových dalších mladých přítelkyň na něj Xie nikdy nezveřejnila vzpomínku. Carroll fotografoval Alexandru Kitchin od čtyř do šestnácti let. Je známo více než padesát takových fotografií . Někdy se takové fotografie nazývají „Xie“ fotografie. Existuje legenda, že si Carroll kdysi položil otázku: „Jak dosáhnout dokonalosti v oblasti fotografie?“, a pak na ni sám odpověděl: „Postavte Xie před objektiv.“ Ve skutečnosti v dopise ze dne 16. června 1880 spisovatel vede tento dialog sám se sebou.

## Galerie

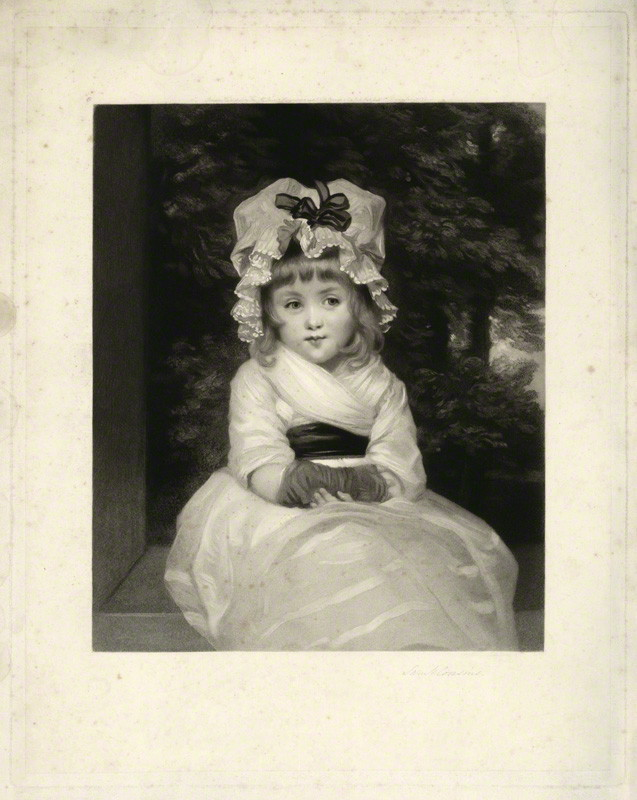
Samuel Cousins: Penelope Boothbyová, mezzotinto inspirované malbou Reynoldse, 1874
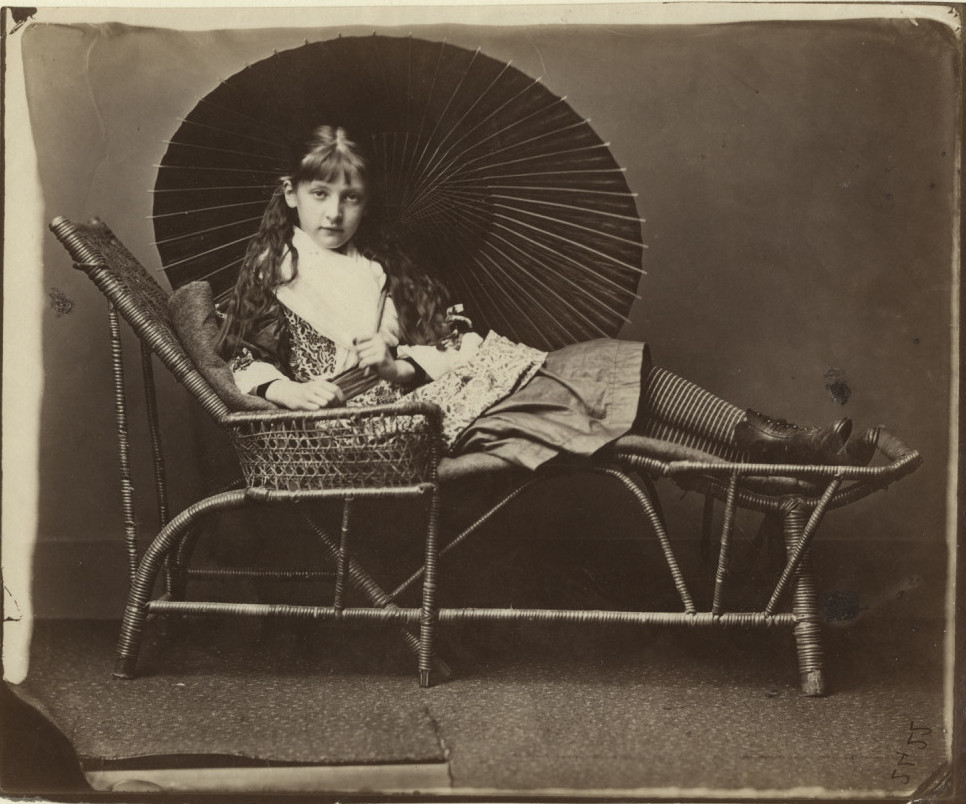
Lewis Carroll: Xie Kitchin v šatech Penelope Boothbyové na lehátku s japonským deštníkem, 1875–1876
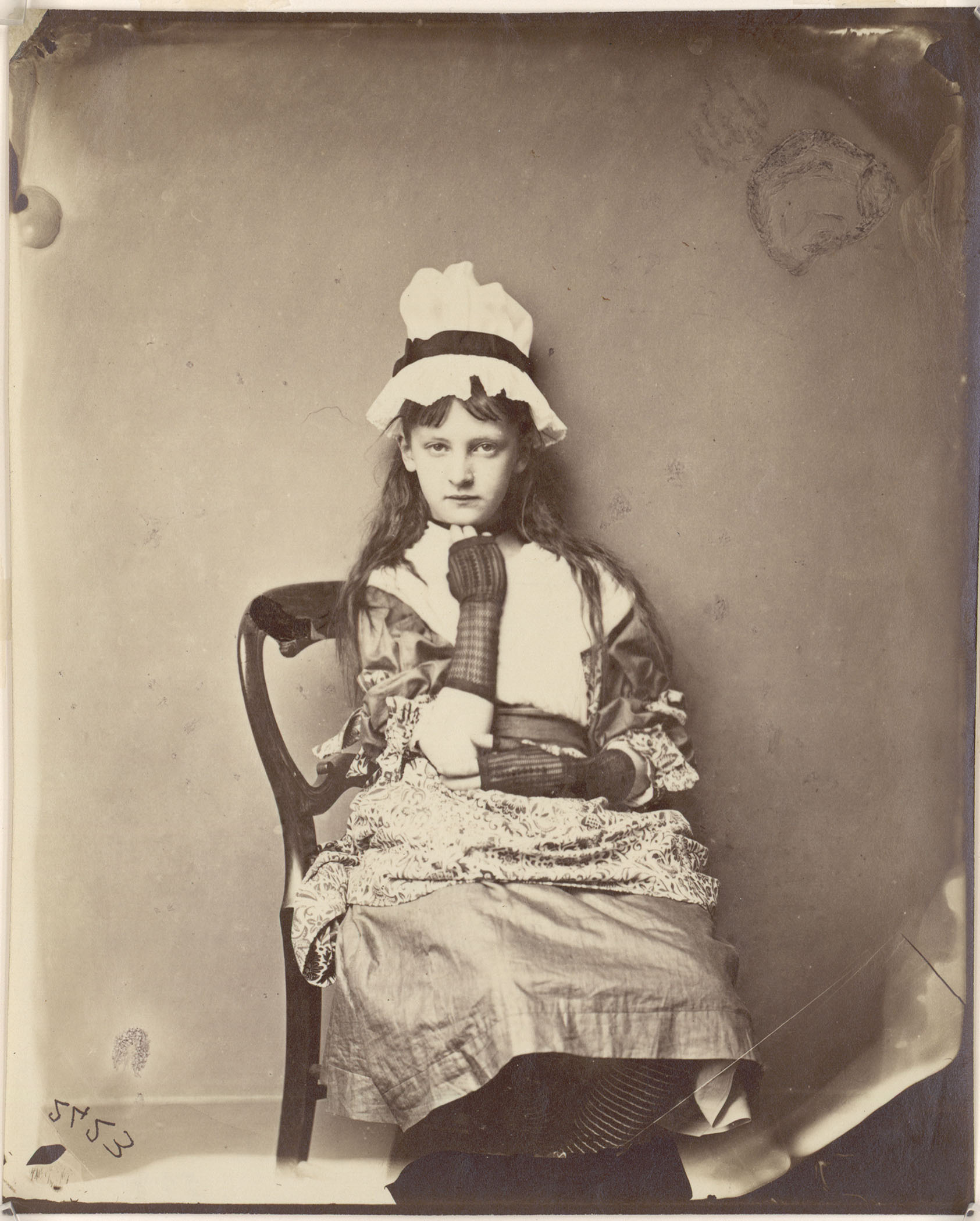
Lewis Carroll: Xie Kitchin v šatech Penelope Boothbyové, 1875–1876
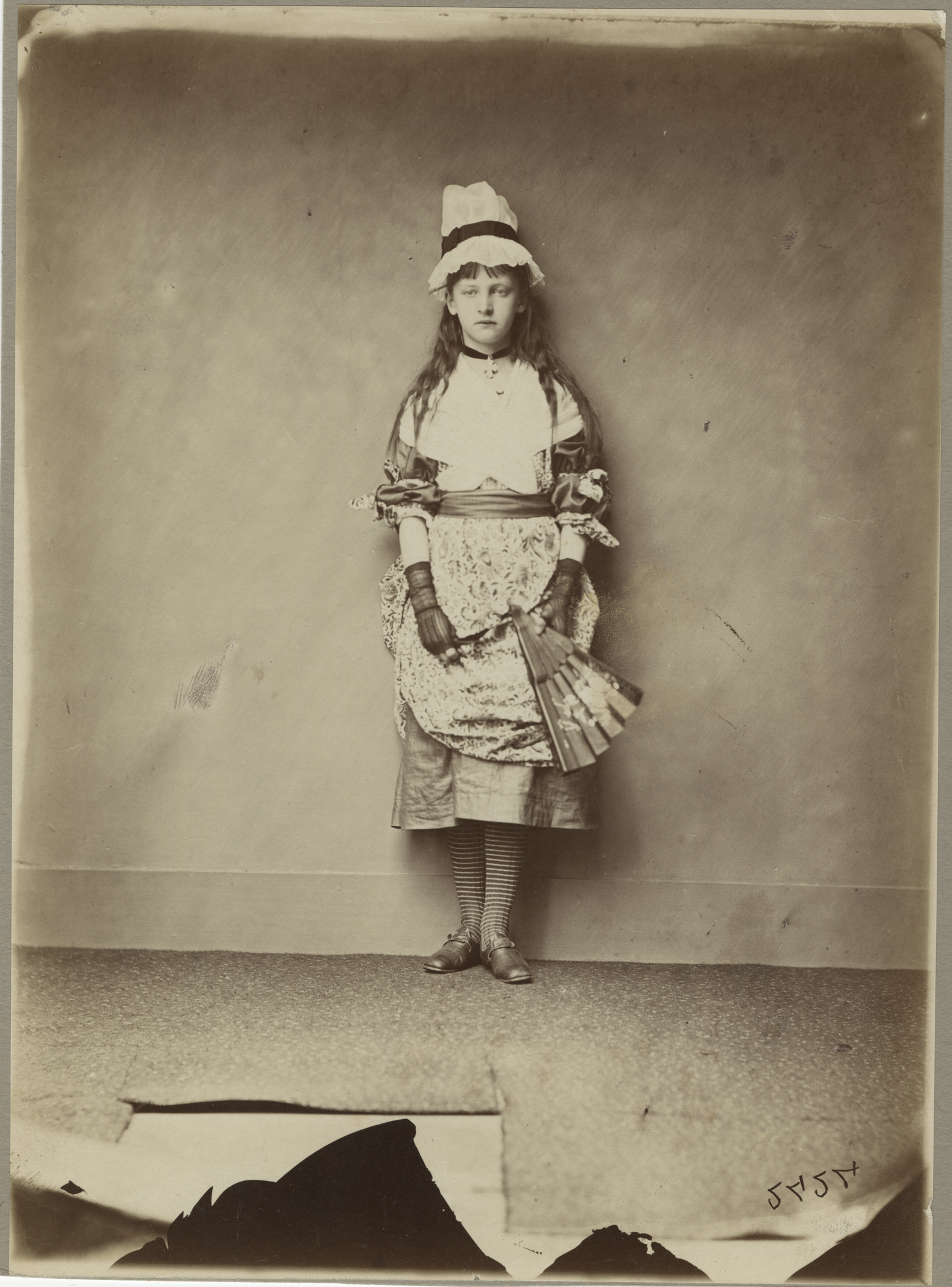
Lewis Carroll: Xie Kitchin v šatech Penelope Boothbyové, stojící, 1875–1876